# Papirusul 18

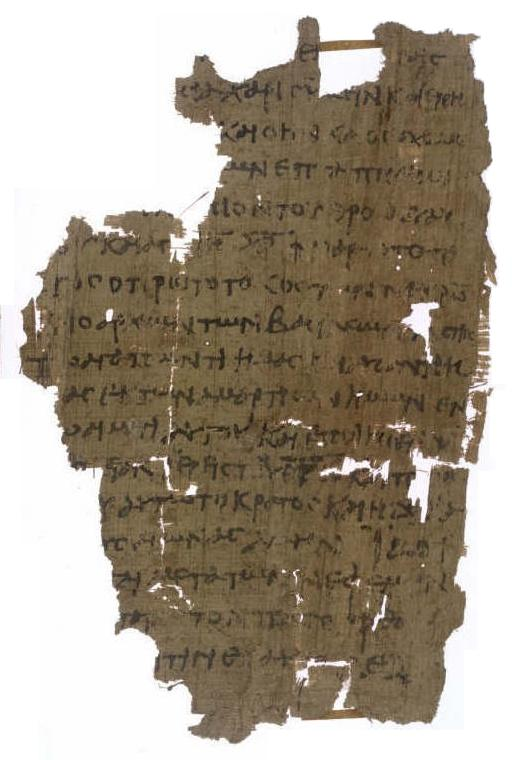
Papirusul 18

Papirusul 18 (în numerotarea Gregory–Aland), desemnat ca 𝔓 18, este o copie timpurie a Noului Testament în limba greacă. Este un manuscris în papirus care conține începutul Cărții Apocalipsa. Conține doar Apocalipsa 1:4 – 7.  Pe cealaltă parte a papirusului se află sfârșitul cărții Ieșirea. Nu este clar dacă papirusul a fost un sul din Ieșirea, reutilizat ulterior pentru o copie a Apocalipsei sau o foaie dintr-un codex cu conținut divers. Cele două fețe ale papirusului au fost copiate de mâini diferite, dar editorul original al papirusului nu a considerat că a existat un interval mare de timp între copierea celor două fețe. El a atribuit Ieșirea secolului al treilea și Apocalipsa secolului al treilea sau începutul secolului al patrulea.

## Descriere
Textul grecesc al acestui manuscris este de tip alexandrian. Aland⁠(d) l-a plasat în Categoria I.
- Apocalipsa 1:5

λυσαντι ημας εκ (lysanti hēmas ek) — P18, אc, A, C, 2020, 2081, 2814
λουσαντι ημας απο (lousanti hēmas apo) — P, 046, 94, 1006, 1859, 2042, 2065, 2073, 2138, 2432
În prezent se află la Biblioteca Britanică (Inv. 2053v) din Londra.

## Text
| Greacă originală: [Ιωαννης τα]ι[ς επτα] εκ[λησ]ιαις [ταις εν τη] Ασια χαρις υμειν και ειρη [νη απο ο ων] και ο ην και ο ερχομε [νος και απο τ[ων επτα πνευμα [των α] εν[ω]πιον του θρονου αυ [τ]ου και απο ΙΗ ΧΡ ο μαρτυς ο πι στος ο πρωτοτοκος των νεκρω και ο αρχων των βασιλεων της γης τω αγαπωντι ημας και λυσαντι η [μ]ας εκ των αμαρτιων ημων εν [τ]ω αιματι αυτου και εποιησεν ημ[ας] [βα]σ[ιλ]ειαν ιερεις του θυa και π[α]τρι [αυτο]υ. αυτω το κρατος και η δοξα [εις το]υς αιωνας αμην ιδου [ερχε]ται μετα των νεφελων [και οψε]ται αυτον πας οφθαλ [μος και ο]ιτινες αυτον εξε[κεντησαν] | Romanizare: [Iōannēs ta]i[s hepta] ek[lēs]iais [tais en tē] Asia charis hymein kai eirē [nē apo ho ōn] kai ho ēn kai ho erchome [nos kai apo t[ōn hepta pneuma [tōn a] en[ō]pion tou thronou au [t]ou kai apo IĒ ChR ho martys ho pi stos ho prōtotokos tōn nekrō kai ho archōn tōn basileōn tēs gēs tō agapōnti hēmas kai lysanti hē [m]as ek tōn hamartiōn hēmōn en [t]ō aimati autou kai epoiēsen hēm[as] [ba]s[il]eian hiereis tou thu kai p[a]tri [auto]u. autō to kratos kai hē doxa [eis to]us aiōnas amēn idou [erche]tai meta tōn nephelōn [kai opse]tai auton pas ophthal [mos kai ho]itines auton exe[kentēsan] | Traducere : Ioan, către cele șapte Biserici care sunt în Asia: Har și pace vouă din partea Celui ce este, Celui ce era și Celui ce vine și din partea celor șapte duhuri care stau înaintea scaunului Său de domnie și din partea lui Isus Hristos, Martorul credincios, Cel Întâi Născut din morți, Domnul împăraților pământului Ale Lui, care ne iubește, care ne-a spălat de păcatele noastre cu sângele Său, și a făcut din noi o împărăție și preoți pentru Dumnezeu, Tatăl Său, ale Lui să fie slava și puterea în vecii vecilor! Amin. ”Iată că El vine pe nori. Și orice ochi Îl va vedea; și cei ce L-au străpuns.” |

a Scribul a corectat acest lucru ca τω θω

## Vezi si
- Lista papirusurilor cu Noul Testament
- Apocalipsa 1